# Château d'Argenson
Le château d'Argenson est situé à Maillé, en France.

## Localisation
Le château est situé sur le territoire de la commune de Maillé dans le département d'Indre-et-Loire en région Centre-Val de Loire.

## Description
Le château d'Argenson et ses dépendances sont édifiés au nord d'un enclos rectangulaire d'une centaine d'hectares entouré de murs. L'ensemble comprend deux pavillons, une église, un presbytère, un prétoire, le château et un colombier. En 1678, est ajoutée la chapelle du calvaire. Les deux pavillons servaient d'écurie et de logement au personnel. Le château comprend un corps de logis central et une aile le prolongeant au nord et au sud une aile symétrique. Situé à quelque distance au sud-ouest du château, le colombier est une tour cylindrique en pierres de taille de plus de 9 m de diamètre avec des murs de 1,10 m d'épaisseur, il date de 1683,.

## Historique
Le château est un ancien fief relevant du château de Nouâtre. En 1700, le fief fut érigé en châtellenie, puis en marquisat en 1718. En 1667, une église paroissiale fut bâtie à l'emplacement de l'ancienne chapelle seigneuriale[réf. souhaitée].
Il est inscrit (éléments protégés : le château et ses dépendances, à savoir : l'église, le presbytère, le prétoire, les deux pavillons et le colombier) au titre des monuments historiques par arrêté du 21 octobre 1947.